# 1797 Schaumasse
Az 1797 Schaumasse (ideiglenes jelöléssel 1936 VH) a Naprendszer kisbolygóövében található aszteroida. André Patry fedezte fel 1936. november 15-én, Nizzában.